# Katolikos Wszystkich Ormian
Katolikos Wszystkich Ormian to duchowy zwierzchnik Apostolskiego Kościoła Ormiańskiego. Jego oficjalny tytuł brzmi Jego Świątobliwość Najwyższy Patriarcha i Katolikos Wszystkich Ormian. Określany czasami jako Katolikos Świętej Stolicy Eczmiadzynu, od swojej siedziby patriarszej w świętym mieście Eczmiadzyn. Posiada honorową zwierzchność nad pozostałymi patriarchatami Apostolskiego Kościoła Ormiańskiego, aczkolwiek posiadają one autonomię jurysdykcyjną.

## Lista Katolikosów Wszystkich Ormian

### Era Apostolska
- Juda Tadeusz Apostoł (43-66)
- Bartłomiej Apostoł (60-68)
- Św. Zachariasz (68-72)
- Św. Zementus (72-76)
- Św. Atrnerseh (77-92)
- Św. Mushe (93-123)
- Św. Shahen (124-150)
- Św. Shavarsh (151-171)
- Św. Leontius (172-190)

### EraSophene
- Św. Merozanes (240-270)
- Św. Grzegorz Oświeciciel (288-325)

### Pierwsza eraEczmiadzyn301-452
Dynastia Arcasydów (od 301 do 428 tytuł należał do członków rodziny królewskiej)
- Św. Grzegorz Oświeciciel (301-325)
- Św. Aristaces I (325-333)
- Św. Wertanes (333-341)
- Św. Husik (341-347)

Dynastia Syryjska
- Daniel I (347)

Dynastia Asziszattów
- Pharen I (348-352)

Dynastia Arcasydów
- Nerses I Wielki (353-373)

Dynastia Albaniosidów
- Izaak I (373-377)
- Zawen (377-381)
- Aspuraces I (381-386)

Dynastia Arcasydów
- Izaak (387-428)

Dynastia Syryjska
- Brkisho (428-432)
- Samuel (432-437)

Bezdynastyczny
- Św. Howsep I (437-452)

### EraDwin452-927
- Melitus (452-456)
- Mojżesz I (456-461)
- Św. Kyud (461-478)
- Św. Jan I (478-490)
- Papken I (490-516)
- Samuel I (516-526)
- Mushe I (526-534)
- Sahak II (534-539)
- Krzysztof I (539-545)
- Ghevond (545-548)
- Nerses II (548-557)
- Jan II (557-574)
- Mojżesz II (574-604)
- wakat 604-607, Verthanes Qerthol jako administrator
- Abraham I (607-615)
- Gomidas (615-628)
- Krzysztof II (628-630)
- Ezra (630-641)
- Nerses III (641-661)
- Anastasius (661-667)
- Israel (667-677)
- Sahak III (677-703)
- Eliasz (703-717)
- Św. Jan III Filozof (717-728)
- Dawid I (728-741)
- Dertad I (741-764)
- Dertad II (764-767)
- Sion (767-775)
- Izajasz (775-788)
- Stefan I (788-790)
- Joab (790-791)
- Solomon (791-792)
- Jerzy I (792-795)
- Józef I (795-806)
- Dawid II (806-833)
- Jan IV (833-855)
- Zachariasz I (855-876)
- Jerzy II (877-897)
- Św. Mashdotz (897-898)

### EraAghtamar927-947
- Jan V Historyk (898-929)
- Stefan II (929-930)
- Teodor I (930-941)
- Yeghishe (941-946)

### EraArghina947-992
- Ananiasz (949-968)
- Vahan (968-969)
- Stefan III (969-972)
- Khachig I (973-992)

### EraAni992-1058
- Sarkis I (992-1019)
- Piotr (1019-1058)

Od 1058 do 1441 tytuł nosił Patriarcha-Katolikos Wielkiego Domu Cylicyjskiego.

### Druga eraEczmiadzyn1441-obecnie
- Giragos (1441-1443)
- Jerzy X (1443-1465) 
  - Aristaces II (1465-1469) koadiutor
- Sarkis II (1469-1474)
- Jan VII (1474-1484)
- Sarkis III (1484-1515)
- Zachariasz II (1515-1520)
- Sarkis IV (1520-1536)
- Grzegorz XI (1536-1545)
- Stefan V (1545-1567)
- Michał (1567-1576)
- Grzegorz XII (1576-1590)
- Dawid IV (1590-1629)
- Mojżesz III (1629-1632)
- Filip (1633-1655)
- Jakub IV (1655-1680)
- Eliazar (1681-1691)
- Nahabed (1691-1705)
- Aleksander I (1706-1714)
- Asdvadzadur (1715-1725)
- Garabed II (1725-1729)
- Abraham II (1730-1734)
- Abraham III (1734-1737)
- Lazar (1737-1751)
- Minas (1751-1753)
- Aleksander II (1753-1755) 
  - Sahak V (wybrany ale nie wyświęcony) (1755)
  - wakat (1755-1759)
- Jakub V (1759-1763)
- Symeon (1763-1780)
- Łukasz (1780-1799) 
  - Józef II(wybrany ale nie wyświęcony) (1800)
  - Dawid V (1801-1807)
- Daniel II (1802-1808) (rywal)
- Yeprem (1809-1830)
- Jan VIII (1831-1842)
- Nerses V (1843-1857)
- Mateusz I (1858-1865)
- Jerzy IV (1866-1882)
  - wakat (1882-1885)
- Magar (1885-1891)
- Mkrticz Chrimian (1892-1907)
- Mateusz II (1908-1910)
- Jerzy V (1911-1930) 
  - wakat (1930-1932)
- Choren (1932-1938)
  - wakat (1938-1945)
- Jerzy VI (1945-1954)
- Wasken I (1955-1994)
- Karekin I (1995-1999)
- Karekin II (1999-obecnie)